# Імрали
Імрали, або Імралі (тур. İmralı Adası; грец. Ιμραλί) — невеликий острів у південно-східній частині Мармурового моря. Довжина з півночі на південь — 8 км, максимальна ширина — близько 3 км. Площа 9,98 км. Належить Турецькій Республіці.

## Географія
Від південного берега моря його відокремлює протоку шириною 13 км, від західного краю півострова Боз протоку шириною близько 20 км. Відстань до Стамбула — 65 км. Макс. висота над рівнем моря — вершина Тюрк-Тепесі (217 м). Безпосередньо на схід від острова починається Гемлицька затока.

## Історія
В античні часи на острові виникло кілька грецьких поселень, основним заняттям яких були виноробство, рибальство, пізніше також шовківництво. У пізньовізантійську епоху острів грав ключову роль продуктово-перевалочної морської бази, яка пов'язувала між собою столицю імперії місто Константинополь і найбільше візантійське місто Малої Азії — Пруса. У 1308 році острів Калолимнос (букв. «хороший острів») захопили османські пірати, якими керував Емір Алі, від імені якого і відбулася турецька назва острова. Візантійський флот більше не міг підтримувати зв'язок столиці з Пруссою. У 1326 році Прусса потрапила до рук мусульман.
До початку XX століття на острові зберігалися три грецькі села. У 1922—1923 pp. усі греки були виселені. З цього моменту влада Туреччини, яка успадкувала острів від Османської імперії, почала використовувати острів як місце розстрілу та/або посилання політв'язнів. На острові міститься лідер Курдської робітничої партії Абдулла Оджалан.